# Великолепные приключения
«Великолепные приключения» (проект ВП) — первый российский журнал комиксов, выпускавшийся с 1999 по 2003 год. Автор идеи и главный редактор Дмитрий Смирнов (детский психолог). Всего за 4 года было выпущено 26 выпусков. Жанр сериала можно определить как комедийную воспитательную повесть с элементами фантастики и приключений. Комикс-сериал представлял собой иллюстрированные истории о группе «self-made» молодых людей, живущих полноценной интересной жизнью. Журнал всячески пропагандировал здоровый образ жизни, стремление к творчеству и изобретательству, чем и определялся девиз проекта «Сделай себя лучше, умнее и сильнее».

## О проекте
Персонажи сериала живут в загородном поместье, построенном по их собственному проекту, ведут здоровый образ жизни и воплощают в жизнь свои творческие замыслы (зачастую неплохо зарабатывая этим на жизнь), такие как, например: боевое оружие, стреляющее экологически чистым клеем; миниатюрные скоростные «кибер-машинки» дистанционно-ручного управления; акваланг, расщепляющий воду на кислород (чтобы им дышать) и водород (дополнительный источник энергии для акваланга) и многое другое. Каждый из главных героев наделён своими индивидуальными неповторимыми качествами: Вора — вредный и задиристый трудный подросток; Димыч — самый скромный и стеснительный из команды; Вася Рыжий — великий комбинатор, изобретатель, весельчак и говорун; Леська — умница, красавица, спортсменка; Батя — добродушный «титан-великан».
Действия героев сериала разворачиваются как в пределах поместья (бассейн, озеро, лес), так и вне его пределов (пляж, окружные сёла, Москва, телецентр Останкино и даже тюрьма с уголовниками-рецидивистами), а иногда и вовсе в далёкой от поместья точке Земного шара (Нью-Йорк, Мексика). Герои играют в пейнтбол, гоняют на «кибер-машинках», устраивают снежные и водные битвы и многое другое. Практически вся используемая техника придумана и сделана самими героями (в основном, судя по всему, Рыжим и Димычем). Иногда даже обыкновенная повседневная утренняя тренировка главных героев превращается в захватывающее увлекательное приключение.
Из интервью Дмитрия Смирнова интернет-журналу КОМИКСОЛЁТ:
Журнал ["Великолепные приключения"] несет мировоззренческо-воспитательную функцию: помимо развлечения детей, пробудить в них желание самостоятельно выстраивать некий свой индивидуальный мир, в котором они хотели бы жить. То есть, это некий такой футурологический прогноз своего собственного будущего. Наша задача - через эти комиксы показать один из возможных, веселых и красивых, миров. В первую очередь, это касается здорового образа жизни. Тут же - борьба против укоренившихся в российском менталитете алкоголизма, курения, лежания на диване, воинствующей антиспортивности <...> Мечта всегда должна вноситься в реальность - в этом смысл любой творческой созидательной деятельности. С другой стороны, человек всегда должен учитывать реальность, уметь привязывать свой проект к "местности". Поэтому в нашем комиксе многим детям импонирует, что это не просто сказочные персонажи - там реальность и вымысел перемешаны, нет сказочности, фантастичности. Это многих привлекает. Все, что есть у героев, все это может быть реализовано в жизни. Суперменом или Бэтменом ты никогда не сможешь стать, ребенок понимает что это сказочный персонаж. А подражать Ваське Рыжему или Димычу ребенок вполне может

## Персонажи

### «Димыч» (Дмитрий Смирнов)
Один из главных героев. Появляется в самой первой серии «Брызги над озером». Данный персонаж является прообразом главного редактора журнала Дмитрия Смирнова. Является самым серьёзным, воспитанным, но в то же время самым скромным из всей пятёрки.
Детство «Димыча» происходило во времена Брежнева в городе Череповце Вологодской области. По словам самого Дмитрия город славился «особо едким металлургическим дымом, крутой шпаной и беспробудным пьянством». У дворовых приятелей маленького Димыча выпить алкоголя или избить проходящего мимо взрослого считалось высшей доблестью.
Отец Димыча — молодой и подающий большие надежды инженер-металлург, окончил школу с золотой медалью, а институт — с красным дипломом, являлся автором нескольких изобретений, но тем не менее по неизвестным причинам спился и был выгнан из дома матерью Димыча. Маме тоже особо некогда было заниматься воспитанием маленького Димыча. Тем не менее, как заявил сам Дмитрий, он очень благодарен своим родителям за то, что они предоставили ему полную свободу, не давили на психику пустыми нравоучениями, не мешали самому себя воспитывать и заниматься тем, что ему было интересно.
Во дворе у Димыча было прозвище «химик» за его страсть к изготовлению взрывчатых смесей, фейерверков, реактивных консервных банок и прочих подобных «изобретений». Также он неплохо рисовал и создал целую серию комиксов про воображаемого героя — горе-изобретателя Петьку Абрикосова, чем-то напоминающего по характеру Рыжего. В школе был тихим «революционером-подпольщиком», рисуя карикатуры на учителей и обличая в сатирических стихах бестолковую систему образования (за что был чуть не исключён из школы).
В 12-13 лет Димыч познакомился со своим сверстником Василием Соколовым через клуб по переписке в одном из детских журналов. С тех пор дальнейшая биография тесно переплетена с Васей Рыжим.

### «Рыжий» (Василий Соколов)
Один из главных героев. Появляется с самой первой серии. Самый общительный, нахальный и весёлый в команде, гений изобретательства. Своё прозвище получил не только и не столько за цвет волос, сколько за стремление выделиться, из-за чего с самого детства наживал себе кучу врагов. По выражению своего друга Димыча является «генератором безумных идей» или, как в детстве его называл дедушка — «профессор кислых щей».
В детстве ситуация в семье у Рыжего была не многим лучше, чем у Димыча. Его родители были настолько заняты своей работой, карьерой и командировками, что подвижный и любознательный малец Вася очень «напрягал» их. Они надолго «сплавляли» этого суперэнергичного и неистощимого на выдумки чудо-ребёнка к дедушке в подмосковную деревню. В школе ребёнок Вася боролся за свои права и свободы, в одиночку набрасываясь на толпу обидчиков, устраивая в школе и во дворе бесчисленные драки и скандалы. Нередко эта справедливая борьба за честь и достоинство заканчивалась приводом в милицию.
В 12-13 лет познакомился с Димычем через клуб по переписке в некоемом детском журнале, после чего они подружились «в реале» и начали свою совместную творческую жизнь.

### «Вора» (Владимир Воробьёв)
Один из главных героев, впервые появляющийся в серии «Брызги над озером». Является задиристым и вредным трудным подростком, который в своё время был взят Рыжим и Димычем из детского дома на перевоспитание (в то время Рыжему и Димычу едва исполнилось по 16 лет). Раньше он даже курил и воровал, но при общении с Рыжем и Димычем избавился от этих привычек. Несмотря на свою лень, Вора является сообразительным ребёнком и даже иногда даёт весьма дельные советы Рыжему и Димычу по поводу их изобретений. Однако если его чем-то сильно заинтересовать, то способен биться до конца в поисках разгадки. Используя это качество Воры, Рыжий и Димыч выдумывают различные весёлые уловки, чтобы привлечь Вору к обучению и занятию спортом. Иногда у них это получается, а бывает, что ситуация выходит из под контроля… Так же Вора является единственным из команды, кто много времени проводит, сидя у телевизора.

### «Батя» (Сергей Рубан, Павел Богорад)
Один из главных героев, появляется в серии «Брызги над озером». По поводу настоящего имени Бати в первых сериях возникла путаница. В серии «Брызги над озером» сообщается, что его настоящее имя — Павел Богорад, однако уже во второй серии он превращается в Сергея Рубана. В одной из следующих серий Дмитрий Смирнов сделал пояснение, что Павел Богорад — это псевдоним, а настоящее имя всё-таки Сергей Рубан.
Был найден Рыжим, Димычем и Ворой в предгорьях Алтая во время одной из экспедиций. Вначале Вора перепутал его со снежным человеком, однако Рыжий не мог оставить такой феномен без внимания. Батя жил одиноко в лесной хижине почти как дикий человек, едва говорил на каком-то старинном русском наречии, охотился, собирал растения. История умалчивает, как он туда попал. Удалось лишь выяснить его имя и фамилию. После его забрали к себе в поместье, где он стал жить вместе с Димычем, Рыжим и Ворой. Благодаря своей природной сообразительности он быстро приобрёл навыки цивилизованного поведения.
Батя — «гора мускулов», добродушный титан и великан, но по характеру очень молчалив, миролюбив и спокоен как танк. Из-за своих гигантских размеров несколько раз приглашался на съёмки в эпизодах различных фильмов в качестве бандита или громилы. Самому Бате не нравится, что ему предлагают играть только отрицательных персонажей, но тем не менее от съёмок не отказывается. Однажды Батю пригласили сниматься в голливудском фильме «Бегущий по льду», кассету с которым он до сих пор бережно хранит. Там в Америке он встречался с Арнольдом Шварценеггером, а также с другими известными актёрами и спортсменами. Батя также снимался в отечественных фильмах: в «Ширли-Мырли» он выносил гроб, в «Трёх Мушкетёрах» он избил Д’артаньяна на корабле, в «Мордашке» отлупасил актёра Д.Харатьяна.

## Список серий
1. Брызги над озером
2. Полоса препятствий
3. Зелёный десант
4. Роллерные страсти
5. Байкеры на пляже
6. Осенние краски пейнтбола
7. Снежные битвы
8. Батя и Вора против титанов рестлинга
9. Гонки на кибермашинках
10. Кренделя в городе
11. Космические заварушки
12. Японцы и бассейн
13. Лыжная катавасия
14. Опасная свалка
15. Кибер-аллигатор в Останкино
16. Багги на грязи
17. Сокровища Майя
18. Подводная лодка
19. Безумный Пикник (1 и 2)
20. Каникулы Макса (1 и 2)
21. Дискотека со звёздами (1 и 2)
22. Лесная молотиловка (1 и 2)
23. Ледяные Лабиринты (1 и 2, не издано)
24. Виртуальный улёт (1 и 2, не издано)
25. Малолетние затейники (1 и 2, не издано)
26. Рыжий против хакера (1 и 2, не издано)
27. Приложение-игрушка из картона к журналу "ВП" №1 Пейнтбол на виражах. Джип Wrangler
28. Приложение-игрушка из картона к журналу "ВП" №2 Танки краски не боятся. Джип Hummer
29. Приложение-игрушка из картона к журналу "ВП" №3 С высоты второго этажа. Биг-фут (не издано)